# Canton de la Verpillière
Le canton de la Verpillière est une circonscription électorale française située dans le département de l'Isère et la région Auvergne-Rhône-Alpes.
À la suite du redécoupage cantonal de 2014, les limites territoriales du canton sont remaniées. Le nombre de communes du canton passe de 7 à 16.

## Géographie
Ce canton est organisé autour de La Verpillière dans l'arrondissement de La Tour-du-Pin. Son altitude varie de 200 m (Satolas-et-Bonce) à 516 m (Roche).

## Histoire
- De 1833 à 1848, les cantons d'Heyrieux et de la Verpillière avaient le même conseiller général. Le nombre de conseillers généraux était limité à 30 par département[6].

Le canton a perdu successivement :
- en 1971, la commune de Colombier-Saugnieu, rattachée au département du Rhône ;
- en 1985, les communes de l'Isle-d'Abeau, Vaulx-Milieu et Villefontaine, qui constituent le nouveau canton de l'Isle-d'Abeau (dont le chef-lieu est fixé à Villefontaine)[4].
- Par décret du 18 février 2014, le nombre de cantons du département est divisé par deux, avec mise en application aux élections départementales de mars 2015. Le canton de la Verpillière est conservé et s'agrandit. Il passe de 7 à 16 communes[5].

## Représentation

### Conseillers généraux de 1833 à 2015
| Période | Période      | Identité                            | Étiquette       | Qualité |
| ------- | ------------ | ----------------------------------- | --------------- | --- |
| 1833    | 1848         | Claude-Joseph Charreton (1776-1855) |                 | Propriétaire, maire de Saint-Quentin-de-la-Verpillière                                                               |
| 1848    | 1871         | Jean-François Chollier              |                 | Notaire à Saint-Quentin-de-la-Verpillière                                                                            |
| 1871    | 1880         | Jean-Baptiste Vacher                | Droite          | Propriétaire à Bonnefamille, Saint-Quentin-de-la-Verpillière                                                         |
| 1880    | 1892         | Auguste Gaillard                    | Gauche radicale | Propriétaire à La Verpillière Député (1888-1889)                                                                     |
| 1892    | 1910 (décès) | Marcel Ogier                        | Républicain     | Médecin, Maire de La Verpillière (1892-1910)                                                                         |
| 1910    | 1922 (décès) | Joseph Geoffray                     | RG              | Notaire, maire de Saint-Quentin-Fallavier                                                                            |
| 1922    | 1928 (décès) | Jean-François Charvet (1869-1928)   | Rad.            | Commerçant Maire de La Verpillière (1925-1927)                                                                       |
| 1928    | 1940         | Joseph Serlin                       | Rad.            | Secrétaire général de la Mairie centrale de Lyon, assassiné le 7 janvier 1944 Maire de Crachier Sénateur (1933-1941) |
|         |              |                                     |                 | |
| 1943    | 1945         | Joseph Ogier (1886-1949)            | ?               | Employé de banque, représentant Maire de La Verpillière (1935-1944) Nommé conseiller départemental en 1943           |
|         |              |                                     |                 | |
| 1945    | 1973         | Jean Blein (1908-1980)              | RGR puis RI     | Médecin Maire de La Verpillière (1947-1973)                                                                          |
| 1973    | 1979         | Jean Campan                         | RI puis UDF-PR  | Vétérinaire à La Verpillière                                                                                         |
| 1979    | 1991         | Maurice Ancel (1922-1991)           | PS              | Commerçant, ancien résistant Maire de La Verpillière (1977-1983)                                                     |
| 1992    | 1998         | Achille Paoli                       | RPR             | Agent de maîtrise Maire de La Verpillière (1989-2008) Ancien conseiller municipal de Chassieu                        |
| 1998    | 2015         | Denis Vernay                        | PS              | Représentant de commerce Maire de Bonnefamille (2001-2015)                                                           |

### Conseillers d'arrondissement (de 1833 à 1940)
Le canton de La Verpillière appartenait à l'arrondissement de Vienne jusqu'en 1926.
| Période                                  | Période | Identité              | Étiquette           | Qualité |
| ---------------------------------------- | ------- | --------------------- | ------------------- | --- |
| 1833                                     | 1848    | M. Chollier           |                     | Chef de bataillon de la Garde Nationale, propriétaire à Villefontaine                                       |
|                                          |         |                       |                     | |
| 1877                                     | 1901    | Jules Chabert         | Républicain Radical | Propriétaire à Chèzeneuve, suppléant du juge de paix                                                        |
| 1901                                     | 1907    | Jean-Jacques Cochard  |                     | Agriculteur à Roche                                                                                         |
| 1907                                     |         | Joseph-Antoine Durand | Radical             | Maire de Bonnefamille, propriétaire-agriculteur                                                             |
|                                          |         |                       |                     | |
|                                          | 1940    | Jean-Marie Ronin      | Radical             | Propriétaire, maire de Vaulx-Milieu, Président du Conseil de l'Arrondissement de Vienne                     |
| 1940                                     |         |                       |                     | Les conseils d'arrondissement ont été suspendus par la loi du 12 octobre 1940 et n'ont jamais été réactivés |
| Les données manquantes sont à compléter. |         |                       |                     | |

### Conseillers départementaux à partir de 2015
| Période élective | Période élective | Mandat | Mandat   | Identité         | Nuance | Nuance | Qualité |
| ---------------- | ---------------- | ------ | -------- | ---------------- | ------ | ------ | --- |
| 2015             | 2021             | 2015   | 2021     | Damien Michallet |        | LR     | Maire de Satolas-et-Bonce Vice-Président, délégué à l'aménagement numérique, et aux systèmes d'information |
| 2015             | 2021             | 2015   | 2021     | Aurélie Vernay   |        | LR     | Directrice dans un groupe de communication, conseillère municipale de Roche depuis 2020                    |
| 2021             | 2028             | 2021   | en cours | Damien Michallet |        | LR     | Conseiller sortant 8ème vice-président chargé de la stratégie numérique, élu sénateur en septembre 2023    |
| 2021             | 2028             | 2021   | en cours | Aurélie Vernay   |        | LR     | Conseillère sortante                                                                                       |

### Résultats détaillés

#### Élections de mars 2015
À l'issue du 1er tour des élections départementales de 2015, deux binômes sont en ballottage : Nicole Ferriol et Serge Leboucher (FN, 37,76 %) et Damien Michallet et Aurélie Vernay (Union de la Droite, 30,12 %). Le taux de participation est de 48,85 % (15 006 votants sur 30 721 inscrits) contre 49,24 % au niveau départemental et 50,17 % au niveau national.
Au second tour, Damien Michallet et Aurélie Vernay (Union de la Droite) sont élus avec 57,85 % des suffrages exprimés et un taux de participation de 48,71 % (7 883 voix pour 14 965 votants et 30 721 inscrits).

#### Élections de juin 2021
Le premier tour des élections départementales de 2021 est marqué par un très faible taux de participation (33,26 % au niveau national). Dans le canton de la Verpillière, ce taux de participation est de 28,78 % (9 417 votants sur 32 721 inscrits) contre 31,88 % au niveau départemental. À l'issue de ce premier tour, deux binômes sont en ballottage : Damien Michallet et Aurélie Vernay (Union au centre et à droite, 51,13 %) et Patricia Presson et Pierre Rousseau (DVG, 24,46 %).
Le second tour des élections est marqué une nouvelle fois par une abstention massive équivalente au premier tour. Les taux de participation sont de 34,36 % au niveau national, 32,23 % dans le département et 29,28 % dans le canton de la Verpillière. Damien Michallet et Aurélie Vernay (Union au centre et à droite) sont élus avec 71,65 % des suffrages exprimés (6 479 voix pour 9 583 votants et 32 728 inscrits),,. 

## Composition

### Composition avant 2015
De 1985 à 2015, le canton de la Verpillière regroupait sept communes.
| Nom                        | Code Insee | Codepostal | Superficie (km2) | Population (dernière pop. légale) | Densité (hab./km2) |
| -------------------------- | ---------- | ---------- | ---------------- | --------------------------------- | ------------------ |
| La Verpillière (chef-lieu) | 38537      | 38290      | 6,64             | 6 528 (2012)                      | 983                |
| Bonnefamille               | 38048      | 38090      | 9,43             | 1 042 (2012)                      | 110                |
| Chèzeneuve                 | 38102      | 38300      | 6,79             | 515 (2012)                        | 76                 |
| Four                       | 38172      | 38080      | 11,82            | 1 204 (2012)                      | 102                |
| Roche                      | 38339      | 38090      | 20,14            | 1 896 (2012)                      | 94                 |
| Saint-Quentin-Fallavier    | 38449      | 38070      | 22,83            | 5 932 (2012)                      | 260                |
| Satolas-et-Bonce           | 38475      | 38290      | 16,80            | 2 212 (2012)                      | 132                |

### Composition depuis 2015
Le canton de la Verpillière est désormais composé de seize communes.
| Nom                                    | Code Insee | Intercommunalité                  | Superficie (km2) | Population (dernière pop. légale) | Densité (hab./km2) | Modifier                                    |
| -------------------------------------- | ---------- | --------------------------------- | ---------------- | --------------------------------- | ------------------ | ------------------------------------------- |
| La Verpillière (bureau centralisateur) | 38537      | CA Porte de l'Isère               | 6,64             | 7 643 (2022)                      | 1 151              | modifier les données · modifier les données |
| Artas                                  | 38015      | CC Bièvre Isère                   | 14,15            | 1 815 (2022)                      | 128                | modifier les données · modifier les données |
| Bonnefamille                           | 38048      | CC Collines Isère Nord Communauté | 9,43             | 1 094 (2022)                      | 116                | modifier les données · modifier les données |
| Chamagnieu                             | 38067      | CC Les Balcons du Dauphiné        | 13,70            | 1 775 (2022)                      | 130                | modifier les données · modifier les données |
| Charantonnay                           | 38081      | CC Collines Isère Nord Communauté | 11,00            | 1 993 (2022)                      | 181                | modifier les données · modifier les données |
| Diémoz                                 | 38144      | CC Collines Isère Nord Communauté | 13,72            | 2 915 (2022)                      | 212                | modifier les données · modifier les données |
| Frontonas                              | 38176      | CC Les Balcons du Dauphiné        | 12,65            | 2 116 (2022)                      | 167                | modifier les données · modifier les données |
| Grenay                                 | 38184      | CC Collines Isère Nord Communauté | 7,20             | 1 632 (2022)                      | 227                | modifier les données · modifier les données |
| Heyrieux                               | 38189      | CC Collines Isère Nord Communauté | 13,95            | 4 824 (2022)                      | 346                | modifier les données · modifier les données |
| Oytier-Saint-Oblas                     | 38288      | CC Collines Isère Nord Communauté | 14,30            | 1 733 (2022)                      | 121                | modifier les données · modifier les données |
| Roche                                  | 38339      | CC Collines Isère Nord Communauté | 20,14            | 2 189 (2022)                      | 109                | modifier les données · modifier les données |
| Saint-Georges-d'Espéranche             | 38389      | CC Collines Isère Nord Communauté | 24,65            | 3 500 (2022)                      | 142                | modifier les données · modifier les données |
| Saint-Just-Chaleyssin                  | 38408      | CC Collines Isère Nord Communauté | 13,95            | 2 678 (2022)                      | 192                | modifier les données · modifier les données |
| Saint-Quentin-Fallavier                | 38449      | CA Porte de l'Isère               | 22,83            | 6 182 (2022)                      | 271                | modifier les données · modifier les données |
| Satolas-et-Bonce                       | 38475      | CA Porte de l'Isère               | 16,80            | 2 540 (2022)                      | 151                | modifier les données · modifier les données |
| Valencin                               | 38519      | CC Collines Isère Nord Communauté | 9,63             | 2 897 (2022)                      | 301                | modifier les données · modifier les données |
| Canton de la Verpillière               | 3826       |                                   | 224,74           | 47 526 (2022)                     | 211                | modifier les données                        |

## Démographie

### Démographie avant 2015
| 1962  | 1968  | 1975   | 1982   | 1990   | 1999   | 2006   | 2011   | 2012   |
| ----- | ----- | ------ | ------ | ------ | ------ | ------ | ------ | ------ |
| 6 006 | 6 989 | 10 188 | 13 175 | 15 039 | 16 943 | 18 263 | 19 066 | 19 329 |

### Démographie depuis 2015
En 2022, le canton comptait 47 526 habitants, en évolution de +4,92 % par rapport à 2016 (Isère : +3,07 %, France hors Mayotte : +2,11 %).
| 2013   | 2018   | 2022   |
| ------ | ------ | ------ |
| 43 714 | 46 113 | 47 526 |